# Jon Secada (álbum)
| Críticas profissionais | Críticas profissionais |
| Avaliações da crítica  | Avaliações da crítica  |
| Fonte                  | Avaliação              |
| ---------------------- | ---------------------- |
| allmusic               | [ 1 ]                  |

Jon Secada é o primeiro álbum de estúdio de Jon Secada, lançado em 1992 pela gravadora SBK Records. Vendeu mais de seis milhões de cópias mundialmente e ganhou certificado de disco de platina triplo da Recording Industry Association of America. O álbum chegou ao número 15 na parada Billboard 200 em Março de 1993. Apresenta quatro singles que atingiram os 40 melhores da Billboard Hot 100 e os 10 melhores da parada Adult Contemporary. Foi dado ao álbum um Premio Lo Nuestro de "Álbum Pop do Ano".

## Faixas
Palavras e música de Jon Secada e Miguel A. Morejon, exceto onde é notado.
1. "Just Another Day" – (5:26)
2. "Dreams That I Carry" – (4:45)
3. "Angel" – (4:35)
4. "Do You Believe in Us" – (3:58)
5. "One of a Kind" – (4:03) (Secada)
6. "Time Heals" – (4:24) (Willy Perez Feria)
7. "Do You Really Want Me?" – (4:03)
8. "Misunderstood" – (4:21) (Secada, Scott Shapiro, Tom McWilliams, Jo Pat Cafaro)
9. "Always Something" [Live] – (4:13) (Secada, Clay Ostwald, Jorge Casas)
10. "I'm Free" – (4:00)
11. "Otro Día Más Sin Verte" (Versão espanhola de Just Another Day) – (5:26)  (Secada, Morejon, Gloria Estefan)
12. "Angel" (Versão espanhola) – (4:35) (Secada, Morejon, Estefan)

## Equipe
- Lee Anthony: Assistente de Produção
- Lazaro Cuervo: Make-up
- Charles Dye: Assistente de Produção, Produtor
- Henry Marquez: Direção de Arte
- Phil Ramone: Mixagens
- Jose Mendez: Assistente de Produção
- Jose Menendez: Assistente de Produção
- John Paterson: Produção
- Freddy Piñero, Jr: Produção
- Clay Ostwald: Produção
- Alberto Tolot: Fotografia
- Tim White: Fotografia
- Patrice Wilkinson Levinsohn: Produção
- Paco: Cabeleireiro
- Mike Couzzi: Mixagem, Produção
- Ron Taylor: Produção
- Carla Leighton: Design
- Eric Schilling: Mixagem, Produção

## Paradas musicais
Álbum - Billboard (Estados Unidos)
| Ano  | Parada musical    | Posição |
| ---- | ----------------- | ------- |
| 1993 | The Billboard 200 | 15      |

Singles - Billboard (Estados Unidos)
| Ano  | Single                   | Parada musical        | Posição |
| ---- | ------------------------ | --------------------- | ------- |
| 1992 | "Just Another Day"       | The Billboard Hot 100 | 5       |
| 1992 | "Just Another Day"       | Adult Contemporary    | 2       |
| 1992 | "Otro Día Más Sin Verte" | Hot Latin Tracks      | 1       |
| 1992 | "Do You Believe in Us"   | The Billboard Hot 100 | 13      |
| 1992 | "Do You Believe in Us"   | Adult Contemporary    | 3       |
| 1992 | "Angel"                  | Hot Latin Tracks      | 1       |
| 1993 | "Angel"                  | The Billboard Hot 100 | 18      |
| 1993 | "Angel"                  | Adult Contemporary    | 3       |
| 1993 | "I'm Free"               | The Billboard Hot 100 | 27      |
| 1993 | "I'm Free"               | Adult Contemporary    | 4       |